# 禅真逸史
《禅真逸史》，全名《新鎸批評出像通俗奇俠禪真逸史》，又名《残梁外史》、《妙相寺全传》，明朝瀔水署名方汝浩的长篇小说。

## 内容
《禪真逸史》故事起自
梁武帝天監元年（502年），終於唐高祖武德年間，全书讲述了南北朝时代的宫廷政治、戰爭、社会生活等方面的故事。記載有關一禪三真的史事，禪提林澹然是虛構人物。三真則是林澹然的三個門徒，即杜伏威、薛舉、張善相，此三人於新、旧《唐书》都有传。然而书中讲述历史与史實有较大距离。
東魏軍官林時茂因得罪相國之子高澄，為避禍削髮出僧，改名澹然。後因撞破妙相寺住持鍾守淨與黎賽玉淫事，不得已再次出逃。不久林澹然在武平被擒，拘押在獄。幸得都督杜成治報恩而私下釋放。事泄，杜成治驚懼死，家產被没收，其妾生一遺腹子名杜伏威。林澹然入東魏，來到廣寧，得真人指點，並受三卷天書秘錄。後林澹然行走江湖，結識苗龍等江湖好漢。眾人火焚妙相寺，壓死鍾守淨。官府因此發兵征剿，苗龍山寨被蕩平，薛志義自刎而死；李秀投崖身亡。僅苗龍逃至林澹然處，最後出家為僧。薛志義幼子貞兒被林澹然收養，起名薛舉，與張太公孫張善相一起學習。後來東魏侯景叛魏降梁，逐漸把持南朝梁朝政。後來侯景作亂，武帝死。張善相因騎馬踹死醉漢孫鬼車，驚惶之際誤入齊國都督家中，與都督段韶之女段琳瑛私訂終身，然後入朔州與杜伏威、薛舉等人會合。入隋後，杜伏威等三人被誘降，林澹然則受御封禪提。入唐後，敕贈林澹然為通玄護法仁明靈聖大禪師，不久羽化成仙。杜伏威等人棄家學道，皆登仙界。
《禪真逸史》編成後的數年間，其續作《禪真後史》於崇禎二年（1629年），由杭州書坊主陸氏翠娛閣刊刻出。

## 思想
全书的旨要在于透过南北朝的历史演义，主张有理想化人物来结束分裂，给黎民百姓安定的生活。

## 回目
全书八卷四十回，每五回為一集，分有乾、坎、艮、震、巽、離、坤、兌八集。

## 禁毁
同治七年（1868年），丁日昌下令严禁“淫词小说”，查禁小说戏曲书目122种，“淫词”唱片114种，续查“淫书”34种，分2批共计268种，《禅真逸史》即为其中之一。